# Dermatochalasis
 (juin 2021).
 Mise en garde médicale
Le dermatochalasis est un excès de peau sur la paupière supérieure. Cette anomalie liée au vieillissement et au relâchement de la peau donne l'impression de « paupières lourdes ». Il est possible d'y remédier avec une intervention chirurgicale : la blépharoplastie.